# Strumigenys mjoebergi
Strumigenys mjoebergi är en myrart som beskrevs av Brown 1959. Strumigenys mjoebergi ingår i släktet Strumigenys och familjen myror. Inga underarter finns listade i Catalogue of Life.